# Siliștea (gmina w okręgu Braiła)
Siliștea – gmina w Rumunii, w okręgu Braiła. Obejmuje miejscowości Cotu Lung, Cotu Mihalea, Mărtăcești, Muchea, Siliștea i Vameșu. W 2011 roku liczyła 1638 mieszkańców. 